# Républica Federativa dos Flavos Unidos
A República Federativa dos Flavos Unidos, mais conhecida como Flavos Unidos, é uma micronação autodeclarada, localizada no litoral da Paraíba, Brasil. O território corresponde a uma área de bairro em João Pessoa, onde seus fundadores proclamaram a criação do Estado em 13 de março de 2023. A micronação não possui reconhecimento internacional nem reconhecimento oficial por parte do governo do Brasil.

## História
Em 2023, os fundadores Kauã Jorge, Miguel Régis e Rafael Nogueira anunciaram a criação da micronação, inspirados em outras experiências semelhantes ao redor do mundo. No mesmo ano, instituíram a moeda própria, denominada Flavos Real.
Posteriormente, a micronação reivindicou uma segunda área, chamada Flavilla Bay, onde declarou planos de expansão.  

## Governo
O sistema de governo é definido como República, sendo dividido em três poderes: Executivo, Legislativo e Judiciário, representados pelos próprios fundadores.  

## Economia
De acordo com estimativas internas, o PIB seria de aproximadamente U$ 42 mil, derivado principalmente de atividades de pequeno porte e empreendedorismo. A moeda, Flavos Real, teria paridade próxima ao Real brasileiro.

## Cultura
O hino nacional, intitulado Tu és forte e magnífico, foi adotado em 2024. A micronação também promoveu eventos culturais locais e encontros simbólicos com entusiastas de micronações.  